# Felix Mutati

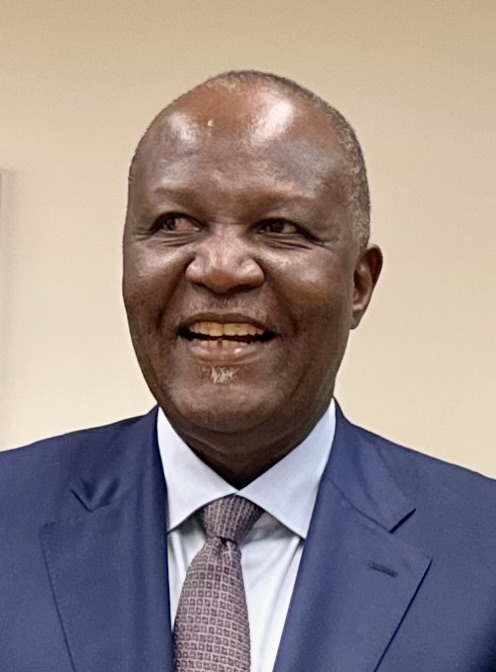
Felix Mutati (2024).

Felix C. Mutati (* 29. Januar 1959) ist ein sambischer Politiker der Movement for Multi-Party Democracy (MMD).

## Leben
Mutati absolvierte ein Studium im Fach Rechnungswesen, das er mit einem Bachelor of Accountancy (B.Acc.) beendete. Danach war er als Rechnungsprüfer tätig und wurde Mitglied der britischen Association of Chartered Certified Accountants (ACCA). Er wurde bei den Wahlen 2001 als Kandidat der Movement for Multi-Party Democracy (MMD) erstmals zum Mitglied der Nationalversammlung Sambias gewählt sowie bei den Wahlen 2006 und 2011 und 2016 wiedergewählt und vertrat bis 2016 den Wahlkreis Lunte.
Er war stellvertretender Finanzminister und wurde von Präsident Levy Mwanawasa am 6. Oktober 2005 zum Minister für Energie und Wasserkraftentwicklung ernannt. In diesem Amt wurde er im Oktober 2006 bestätigt und gehörte somit auch dem Kabinett Mwanawasa II an. Mit dieser Ernennung war die Erwartung verbunden, dass es ihm gelingen möge, die Ölknappheit in Sambia aufgrund der hohen Rohölpreise auf dem Weltmarkt und der vorübergehenden Stilllegung der Ölraffinerie in Indeni in den Griff zu bekommen, da sie unmittelbar die energieintensive Kupferproduktion beeinträchtigten. Das war nur über eine Rationierung möglich, die nicht ohne Folgen auf das Wirtschaftswachstum bleiben konnte – auch wenn die Produktion von Biokraftstoffen noch im Dezember 2006 begonnen werden sollte. Zambia Sugar Plc in Mazabuka könnte 12 Millionen Liter Ethanol aus Zuckerrohrrückständen produzieren, 15 Prozent des sambischen Jahresbedarfs, und wäre in der Lage bis 2010 den Ausstoß auf 22 Mio. Liter zu erhöhen. Mutati wollte die Preisbildung dem Markt überlassen und auch keine strategischen Reserven bilden. Bei diesen Sätzen hatte er offenbar die erwiesenen Öl- und Gasvorkommen bei Chavuma und Zambesi im Kopf. Im Dezember 2006 übernahm er im Rahmen einer Regierungsumbildung das Amt des Ministers für Unternehmen, Handel und Industrie im zweiten Kabinett Mwanawasa. Nachdem dieser am 19. August 2008 verstorben war, bekleidete er dieses Ministeramt auch im Kabinett von dessen Nachfolger Rupiah Banda bis zum Ende von Bandas Amtszeit am 23. September 2011.
Nach seiner Wiederwahl zum Mitglied der Nationalversammlung 2011 war er Hinterbänkler und gehörte zuletzt zwischen Januar 2015 und Mai 2016 dem Ausschuss für Wirtschaftsangelegenheiten, Energie und Arbeit als Mitglied an. Nachdem die MMD, deren Präsident er ist. bei der Wahl vom 11. August 2016 52 ihrer 55 Mandate verloren hatte, schied er zunächst aus der Nationalversammlung aus. Kurz darauf wurde er jedoch von Präsident Edgar Lungu als Vertreter der Opposition für die Patriotic Front (PF) für einen der acht vom Präsidenten zu vergebenden Sitze der Nationalversammlung Sambias benannt. Am 14. September 2016 berief ihn Präsident Lungu auch zum Finanzminister in dessen Kabinett. Darüber hinaus ist er seit Oktober 2016 auch Mitglied des Ausschusses für Reformen und Modernisierung sowie des Ständigen Ausschusses der Nationalversammlung.